# Arafoe
Arafoe là chi thực vật có hoa trong họ Apiaceae.